# Elisabeth Plainacher
Elisabeth Plainacher, auch Elsa Plainacher (* um 1513 in Pielamund; † 27. September 1583 in Wien), wurde im Zuge der Hexenverfolgung als Hexe verurteilt und hingerichtet. Sie war das einzige Opfer der Hexenverfolgung in Wien.

## Leben
Elsa Plainacher wurde um 1513 als Elisabeth Holtzgassner in Pielamund, einer kleinen Ansiedlung nächst der Stadt Melk in Niederösterreich, an der Mündung des Flusses Pielach in die Donau, geboren.
Ihre Eltern betrieben im Auftrag der Herrschaft (wahrscheinlich die des Stiftes Melk) eine Mühle (die Hoffmüll) an der rechten Seite der Pielach. Die ursprüngliche Stelle dieser Mühle ist versandet und nicht mehr zu finden. Elsa hatte mehrere Geschwister, jedoch ist namentlich nur der „Schiffmann“ Vitus Holtzgassner bekannt, der später in Melk („unter der Schlachtprugge“) wohnte.
Elsa hatte sehr jung ein uneheliches Kind eines Mühlhelfers namens Hoisl, was ein häufiger Familienname ist, aber auch die Verballhornung eines Vornamens sein könnte. Da das Kind in ihrer späteren Vita nicht mehr aufscheint, dürfte es früh gestorben sein. Die Kindersterblichkeit war damals sehr hoch.
Elsa ging die Ehe mit einem Müller ein, von dem außer dem Familiennamen Paumgartner nichts Näheres bekannt ist. Wohl ist er früh verstorben, da zu dieser Zeit keine Scheidung angenommen werden kann und Elsa ein zweites Mal heiratete. Aus dieser Ehe stammen zumindest zwei bekannte Kinder: Achatius, der des Vaters Mühle übernahm und wohlhabend wurde, und Margareth. Eine weitere Eheschließung mit einem Kleinhäusler namens Plainacher folgte. Er dürfte einen herrschaftlichen Hof (den derer von Grünbichl aus Kilb) als Besitzloser bewirtschaftet haben. Dieser Hof war mit an Sicherheit grenzender Wahrscheinlichkeit der Gschwendthof in der Gemeinde Rammersdorf in Niederösterreich in der Nähe von St. Pölten. Ihr Grundherr war Georg Achaz Mattseber zu Goldegg, und sie selbst unterstand der Landesgerichtsverwaltung des Volkert, Freiherr von Auersperg.
Ihre Tochter Margareth heiratete um 1550 den Bauern Georg Schlutterbauer aus Strannersdorf in der Gemeinde Mank. Margareth und Georg hatten zuerst, in einer Reihe, drei Kinder, Catharina, Ursula und Hensel (Hans). Danach dürften sie keine weiteren Kinder geplant haben, da nun eine Zeit von etwa 10 Jahren ohne Geburten eintrat. Dann kam Anna auf die Welt. Die Mutter Margareth starb im Kindbett. Noch vor ihrem Tod nahm sie ihrer Mutter das Versprechen ab, sich um das Mädchen zu kümmern, da Georg Schlutterbauer sich immer mehr dem Trunk hingab und zur Gewalttätigkeit neigte. Ab dem Zeitpunkt entstand vermutlich ein typischer Schwiegermutter-Schwiegersohn-Konflikt. Die drei älteren Schlutterbauer-Kinder starben alle im selben Jahr (angeblich) nächtens im Bett. Nur Anna, die nun bei ihrer Großmutter lebte, blieb am Leben.

## Verfolgung als Hexe

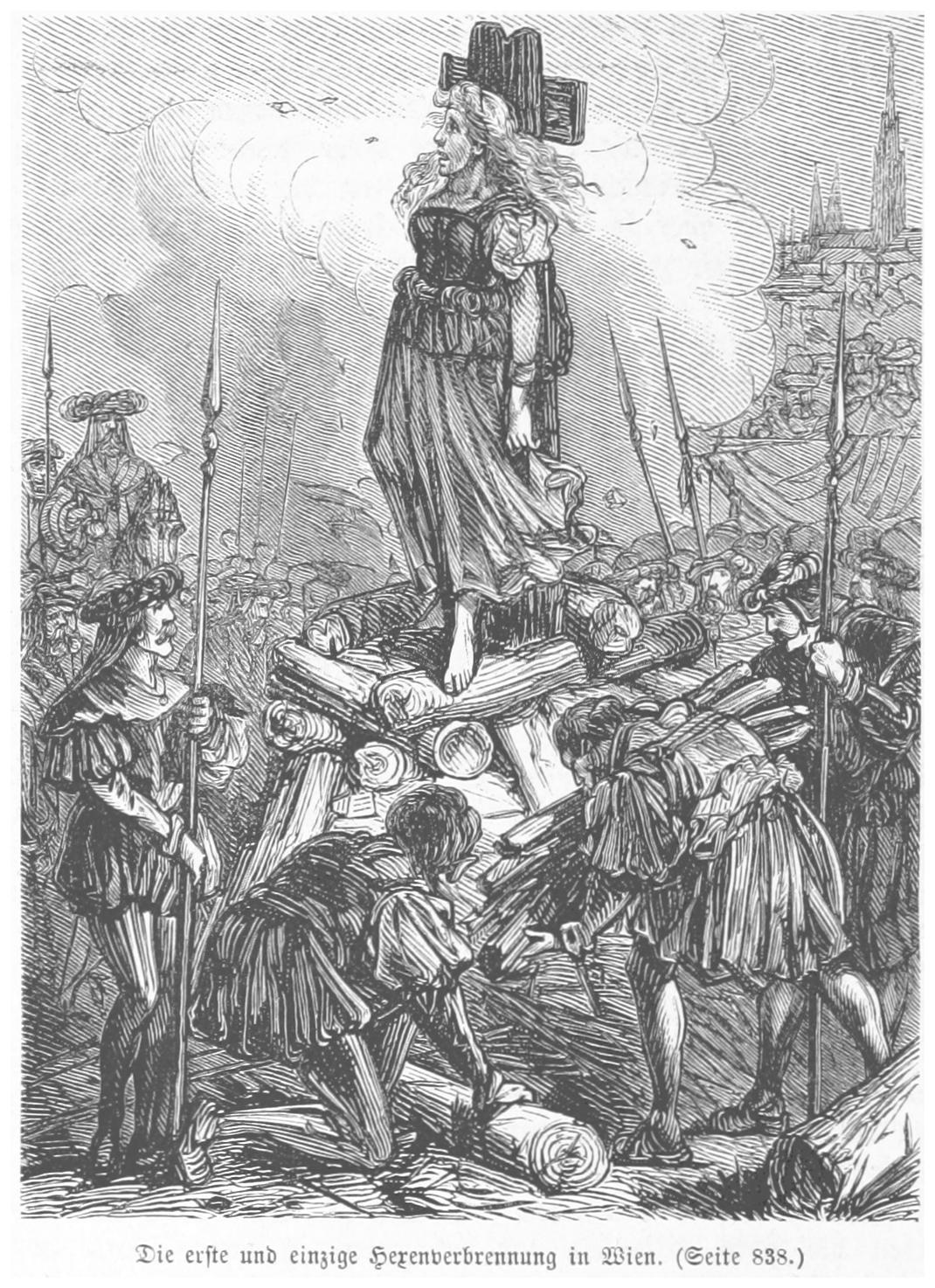
Die Hexenverbrennung der Elisabeth Pleinacher zu Wien. (M. Bermann, 1880)

Schlutterbauer begann damit, seine Schwiegermutter, die überdies noch im katholischen Österreich zum Protestantismus übergetreten war, als Hexe anzuschwärzen. Sie gebe ihm sein einziges Kind nicht zurück und verhexe es zusehends, lautete die Anschuldigung. Sie bringe es ausschließlich zu protestantischen Gottesdiensten und richte es für den Teufel ab.
Das etwas schwachsinnige, epileptische und überdies pubertäre, damals 15 Jahre alte Mädchen konnte von sich aus den ausgesprochenen Verdacht nicht entkräften und wurde von den Befragenden als vom Teufel besessen bezeichnet. Epilepsie galt zu jener Zeit als ein starkes Indiz hierfür. Anna brachte offenbar unter dem Druck der Befragung vieles durcheinander, wobei die Ergebnisse wohl dem Wunschdenken der Vernehmungsorgane entsprachen. So gab sie an, ihre Großmutter hätte im Stall Schlangen mit Milch gefüttert. Vermutlich aber hat einmal eine Schlange den Weg zu jener Milch gefunden, die Bauern häufig für die Katzen des Hofes im Stall aufstellten. Sie sprach auch von einem großen schwarzen zotteligen Mann, den ihr die Großmutter vorgestellt hat. Ihre Großmutter hätte angeblich gefragt: „Annele – willst ihn haben?“ Dabei dürfte es sich um einen Brautwerber gehandelt haben, der ein Auge auf Anna geworfen hatte.
Die Geistlichkeit exorzierte Anna dreimal, was anscheinend keine Besserung brachte. Nach dem dritten Exorzismus in Wien erkannte man die Schwachsinnigkeit und verbrachte sie ins Bürgerspital, wo sie vorerst verblieb. Doch Schlutterbauer gab nicht auf. Er bedrängte die Obrigkeit immer mehr, so dass Elsa Plainacher Mitte 1583 doch noch festgenommen und nach Wien verbracht wurde. Sie wurde von den Wiener Ärzten und Priestern allerdings für lediglich alt und bei schwachem Verstand bezeichnet. Man plädierte dafür, dass sie ebenfalls ins Bürgerspital gebracht werde.
Da aber trat der aus Schwaz in Tirol gebürtige Jesuit und Prediger Georg Scherer auf den Plan. Er hielt vor dem Stephansdom eine Hetzpredigt gegen die Hexen im Allgemeinen und gegen Elsa Plainacher im Besonderen. Das erregte Volk forderte daraufhin, dass man sie foltern solle, um ein Geständnis zu erzwingen. Im Keller des Malefizspitzbubenhauses in der Wiener Rauhensteingasse wurde die alte und kranke Elsa Plainacher einer dreimaligen Folter unterzogen, bei der sie alles zugab, was man von ihr hören wollte. So wurde sie zum Tod auf dem Scheiterhaufen verurteilt und am 27. September 1583 auf ein Brett gebunden, welches am Schwanz eines Pferdes befestigt war, und so zur Richtstätte gezogen. Die Hinrichtungsstätte Gänsweyd lag dort, wo heute die Kegelgasse in die Weißgerberlände mündet, also „Unter den Weißgerbern“, die etwas näher zur Stadt ihre Gerbereien hatten.
Elsa Plainacher wurde verschärft, d. h. bei vollem Bewusstsein auf dem Scheiterhaufen verbrannt. Ihre Asche wurde in die Donau, den heutigen Donaukanal, gestreut.
Ihre Enkelin Anna wurde von Gönnern in das Barbarastift für weltliche Damen gegeben, welches sich in Wien 1., Postgasse befand. Ihr weiteres Leben verliert sich im Dunkel der Geschichte. Georg Scherer starb 1605, als ihn bei einer ähnlichen Hetzpredigt in Linz in der Kirche auf der Kanzel der Schlag traf. Georg Schlutterbauer, der den Hof weit vor der Zeit an seinen Sohn übergeben hatte, beschloss sein Leben als Taglöhner und Inwohner (Untermieter) eines Bauernhofes in der Nähe von Texing in Niederösterreich.
In Wien-Donaustadt (22. Bezirk) wurde die Elsa-Plainacher-Gasse nach dem Opfer der Hexenverfolgung benannt, in Mank erinnert die Plainachergasse an die Verfolgte.